# Anguis cephallonica
Anguis cephallonica, ibland kallad Peloponnesisk kopparödla, är en ödleart som beskrevs av Yehudah L. Werner 1894. Anguis cephallonica ingår i släktet Anguis i familjen kopparödlor. Den är endemisk för Grekland och dess närmsta släkting är kopparödlan. Inga underarter finns listade.
Artepitet i det vetenskapliga namnet syftar på fyndplatsen av typexemplaret på ön Kefalinia.
Djuret saknar som kopparödlan extremiteter. Den diploida kromosomuppsättningen bildas av 44 kromosomer.
Arten förekommer på öarna Peloponnesos, Zakynthos och Kefalinia. Arten lever i låglandet och i bergstrakter upp till 1200 meter över havet. Den hittas vanligen på fuktiga öppna ställen i löv- och barrskogar, i buskskogar, galleriskogar, trädgårdar och jordbruksmark. Äggen kläcks inuti honans kropp.
Några exemplar dödas av personer som misstolkar djuret som en giftig orm. Beståndet påverkas även av bränder. Utbredningsområdet är uppskattningsvis 20 000 km2 stort. IUCN listar arten som nära hotad (EN).